# Сніданок на світанку
Сніданок на світанку (англ. Breakfast at Sunrise) — американська комедійна мелодрама режисера Малкольма Ст. Клера 1927 року.

## Сюжет
Складаючи змову разом, щоб відіграти своїх коханців, багата Маделіна і бідний П'єр, відчувають потяг один до одного.

## У ролях
- Констанс Толмадж — Маделін
- Брайант Вошберн — Маркіз
- Еліс Вайт — Лулу
- Полетт Дювал — Джорджіана
- Марі Дресслер — королева
- Альберт Грен — Чемпігнол
- Барр МакІнтош — генерал
- Девід Мір — принц
- Дон Альварадо — Люссен
- Неллі Блай Бейкер — покоївка Маделін
- Дот Фарлі — телефонний оператор